# Steve Jocz
Stephen Martin Jocz (Ajax, Ontario, Canadá,   el 23 de julio de 1981) es un músico canadiense de ascendencia polaca, es más conocido como Stevo 32 o sólo Stevo. Fue el baterista de la banda de punk rock canadiense Sum 41. Hijo de Marge y Phil Jocz, tiene una hermana mayor llamada Jenn. Alrededor de 1993 conoció al futuro fundador de Sum 41, Deryck Whibley. Ambos se convirtieron en los dos primeros miembros de la banda, que se formó de dos bandas rivales en su escuela secundaria. La banda fue llamada así debido a que fue fundada el 31 de julio en 1996 (41 days into the SUMmer o 41 días en el verano). Jocz fue el menor de la banda. Toca baterías Drum Workshop, baquetas Vic Firth, y platos Zildjian. Él también tocó en Orange County Drums and Percussion Custom Drum Sets. Jocz hace los coros en algunas canciones de Sum 41. Ha aparecido en MTV Cribs.
En Sum 41 era conocido por su personalidad abierta y su humor en las entrevistas. Él era uno de los menos callados de la banda y con frecuencia es considerado como el presentador de la banda por su personalidad saliente. Es también una persona controversial, como uno de los líderes de Punk Volter y uno de los artistas contra George W. Bush, incluye mensajes políticos en sus entrevistas. En 2013 abandonó la banda.

## Hobbies/Otros aspectos
Aparte de la batería él también toca el piano, es destacado en la batería en el proyecto de su compañero de banda Jason McCaslin, The Operation M.D..
Más recientemente ha comenzado su carrera como director de música. Ha dirigido el video para la banda The Midway State y la canción de la banda The Operation M.D, "Sayonara".

## Tatuajes
- 41 en la parte de atrás de su brazo derecho.
- Un avión tirando bombas a lo largo de toda su espalda.
- Su hombro superior izquierdo y bíceps completamente cubiertos sin la exposición de la piel.

## Escuela y juventud
Él terminó la escuela secundaria con Cone y Deryck. Aunque Dave no llegó a graduarse. Todos ellos asistieron a la escuela en Ajax, Ontario, Canadá. Steve estaba en el equipo de salto de trampolín y mostró sus habilidades en el video "In too deep".
En su juventud, él y los otros miembros realizaron algunas travesuras (robar una tienda de pizza con pistolas de agua o llenar condones con leche putrefacta y arrojarlos en los solariums cercanos).

## Filmografía
| Año  | Película     | Personaje          | Director           |
| ---- | ------------ | ------------------ | ------------------ |
| 2005 | Supersalidas | Steven The Drummer | John Mallory Asher |

## Videos
Como director, Stevo ha creado estos videoclips:
- "Change for You" (2006) – The Midway State
- "Sayonara" (2007) – The Operation M.D.
- "Underclass Hero" (2007) – Sum 41
- "Someone Like You" (2007) – The Operation M.D.
- "One for the Radio" (2008) - McFly
- "With Me" (2008) – Sum 41
- "Starstrukk" (2009) – 3OH!3
- "Starstrukk" (Remix) (2009) – 3OH!3 con Katy Perry
- "No Hablo Inglés" (2009) – Bowling for Soup
- "No Way But the Hard Way" (2009) – Airbourne
- "Screaming Bloody Murder" (2011) – Sum 41

## Discografía
- Half Hour Of Power (1999/2000).
- All Killer No Filler (2001).
- Motivation EP(2002).
- Does This Look Infected? (2002)
- Does This Look Infected Too? (2002).
- Chuck (2004)
- Go Chuck Yourself (2005/2006).
- Underclass Hero (2007).
- 8 Years of Blood, Sake, and Tears: The Best of Sum 41 2000-2008 (2008).
- Screaming Bloody Murder (2011)